# سلجوق‌لو
سلجوق‌لو (به ترکی استانبولی: Selçuklu) یک منطقهٔ مسکونی در ترکیه است که در استان قونیه واقع شده‌است. سلجوق‌لو ۱٬۰۱۶ متر بالاتر از سطح دریا واقع شده‌است.